# Villigen
Villigen (toponimo tedesco) è un comune svizzero di 2 091 abitanti del Canton Argovia, nel distretto di Brugg.

## Storia
Il 1º gennaio 2006 ha inglobato il comune soppresso di Stilli.

## Monumenti e luoghi d'interesse

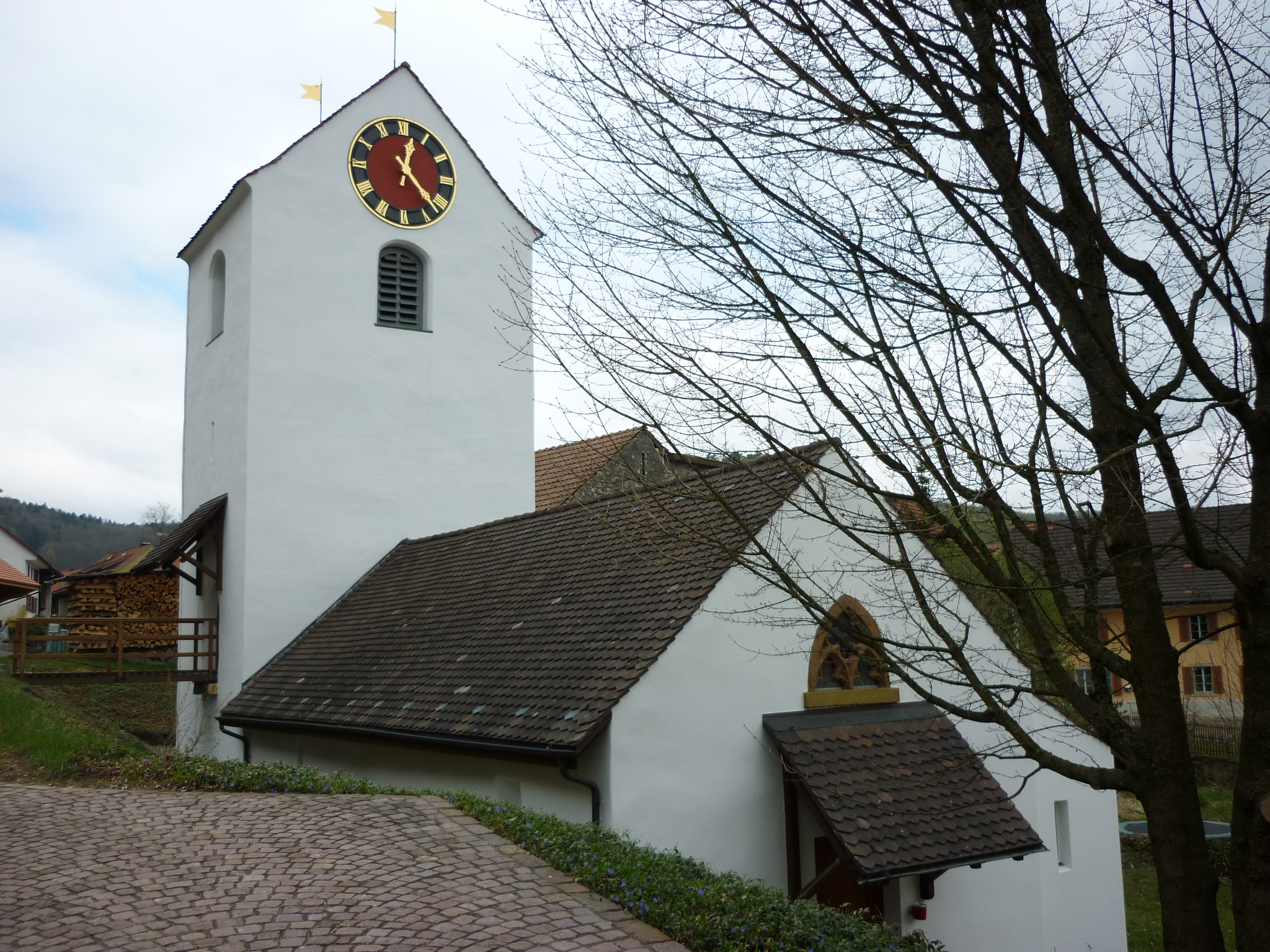
La chiesa riformata

- Chiesa riformata, eretta nel XII-XIII secolo[1].

## Società

### Evoluzione demografica
L'evoluzione demografica è riportata nella seguente tabella:
Abitanti censiti

## Cultura

### Ricerca

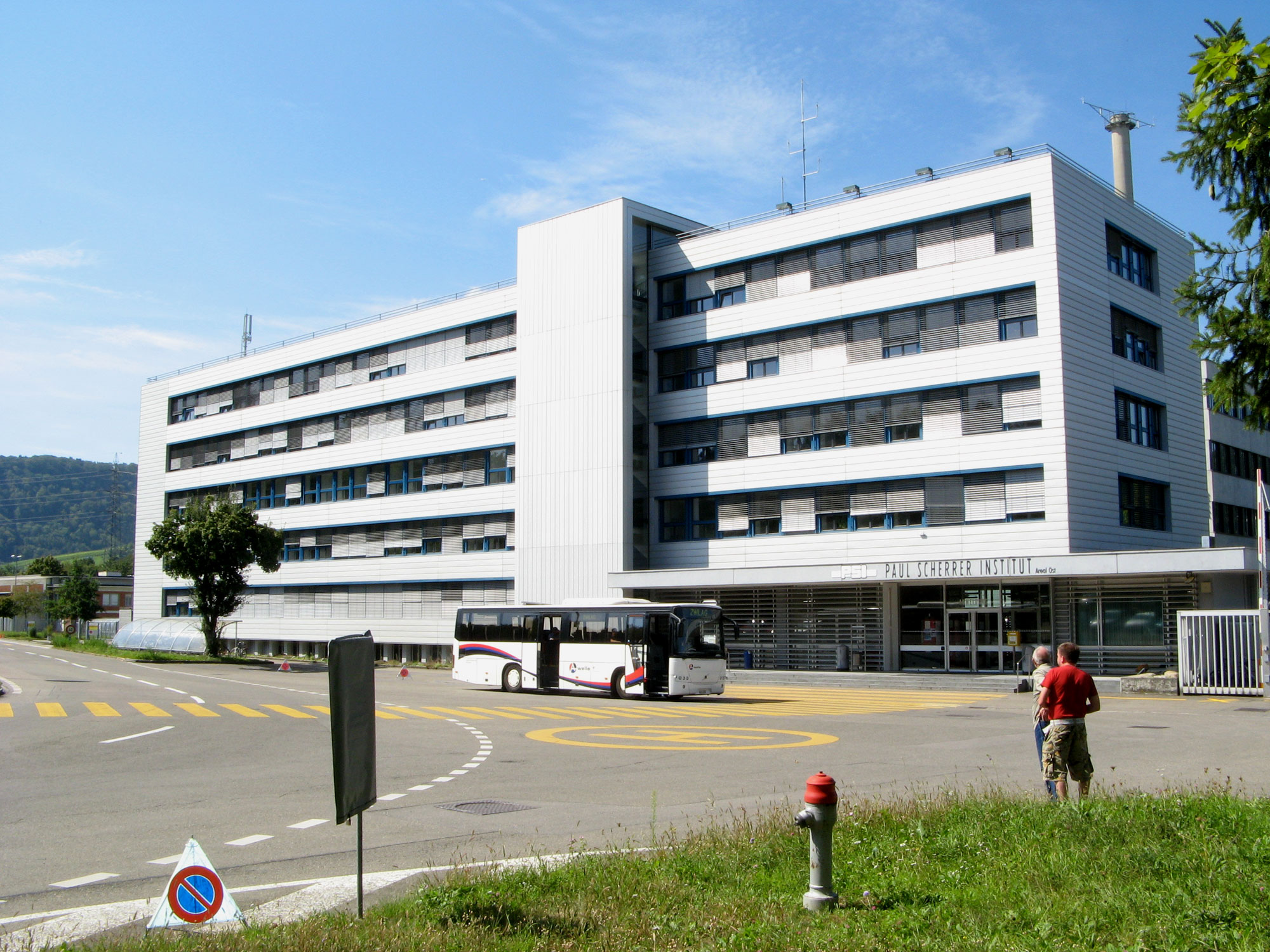
L'Istituto Paul Scherrer

A Villigen sorge l'Istituto Paul Scherrer del Politecnico federale di Zurigo.

## Amministrazione
Ogni famiglia originaria del luogo fa parte del cosiddetto comune patriziale e ha la responsabilità della manutenzione di ogni bene ricadente all'interno dei confini del comune.